# '88飛騨・高山 食と緑の博覧会
『'88飛騨・高山 食と緑の博覧会』('88ひだ・たかやま しょくとみどりのはくらんかい) は、1988年 (昭和63年) 9月23日 - 10月30日に岐阜県高山市・飛騨地区14町村開催された地方博。
「ぎふ中部未来博」閉幕の5日後から開催された。高山市のメイン会場には開催期間中に70万1541人が来場した。メイン会場は交通アクセスや古い町並みなど観光施設との一体的な運営のため市営駐車場（後の高山市役所の建設地）など約1.3haを利用し、「日本一小さい博覧会場」をうたった。28棟のパビリオンはすべて木造で構成され、合掌屋根、ログハウス、切り妻屋根など木の温もりをたたえた古い街並みは、飛騨高山ならではの情緒を演出していた。

## 概要
メインテーマ食と緑 ― 輝かしい生命の未来
サブテーマ
1. 輝く飛騨 ― 美しく、あたたかく、そして、面白く
2. 輝く飛騨――美味、興味、人間味

マスコットさとちゃん
会場
- メイン会場：岐阜県高山市花岡町
- サテライト会場：高山市・飛騨14町村

会期1988年9月23日 - 10月30日
主催'88飛騨・高山 食と緑の博覧会実行委員会

## 入場料
|        | 大人（高校生以上） | 中・小学生 | 幼児（3歳以上） |
| ------ | ------------------ | ---------- | --------------- |
| 前売券 | 800円              | 400円      | 200円           |
| 当日券 | 1000円             | 500円      | 300円           |

## パビリオン

### 食と緑館（メインテーマ館）
- テーマ：食と緑――輝かしい命の未来[1]
- パビリオンは、2棟の飛騨の伝統的な合掌造りの家の外観となっている。
- 「飛騨の食の歴史館」では、飛騨の食文化のルーツである、江戸時代から伝わる宗和流本膳料理や懐石料理などを、町屋の本座敷に展示。
- 「ハイビジョン館」では、食と緑に関する現状と未来を取り上げた「輝かしいいのちの未来」を、110インチのハイビジョン画面で上映。
- 屋外展示の「飛騨の食の回廊」では、竪穴建物が使われた時代のくらしぶりを再現する。

### 木の国館
- テーマ：木の文化、木のぬくもりに触れて・・・
- 木でできた大屋根が特徴的なパビリオン。中庭に3体の円空仏のモニュメント（高さ4 - 6m）や、高山城の1/30の精密復元模型がある。
- パビリオン内部では、日本や世界各国から集めた木のおもちゃの展示や、木の文化の紹介など。

### 飛騨館
- テーマ：輝く飛騨――美しく、あたたかく、そして、面白く
- 直径24mのエアドームパビリオン。
- 北アルプスや白樺の原生林、紅葉の飛騨路など「飛騨の四季の自然」「食と緑の風物詩」を上映する。

### 食と緑の企業館
各パビリオンは、木で出来た高山の家屋・町並みの外観をしている。
- 日立バイオランド（日立製作所） - 植物工場のシステム「プラスブランコ（立体回転式植物栽培システム）」をはじめとする、農業分野の最新のバイオテクノロジーを紹介展示。
- シーアイ化成館（シーアイ化成・CIK農研） - 最新の養液栽培の紹介や、各種農業用ビニールの展示など。
- NTTファミリーステージ（日本電信電話・NTT高山電報電話局） - 観客の意見でストーリーが変わる「MAS」を使った宇宙航海アニメーションの上映。他にテレビ望遠鏡やニューメディアコーナー、自画像プリントやテレホンカードコーナーなど。
- かがくの館（財団法人大阪科学技術センター） - ハーフミラービジョンによる映像シアターや、科学技術Q＆Aパソコンゲーム、似顔絵ロボットなど。
- 電力館（中部電力） - ホームオートメーションや電化システムキッチンなどの展示や実演コーナー、7体の野菜演奏ロボット「ザ・ビタミンズ」によるショーなど。
- カムCOME・おコメ館（高山米穀協業組合） - 日本のコメの伝播ルートを四方から見える立体映像で紹介。他に世界各国の米や籾の紹介など。
- おと木のくに館（協同組合 飛騨木工連合会） - 管内全体をガリバー旅行記に見立てた、2、3倍サイズのジャンボ家具やジャンボ人形、ジャンボインテリア類などの展示。
- サカタバイオ館（サカタのタネ） - 細胞融合による新植物など、バイオテクノロジーの紹介展示。
- ―すべてが自然―夢牧場（飛騨畜産振興会） - 御岳の裾野に広がる牧場をパノラマ再現。牛乳や肉製品を味わうコーナーや、畜産バイオテクノロジーの紹介コーナーなど。
- 茶っちゃ館（鍋島グループ） - お茶を固めて作った「円空仏」や、中国からお茶が広まった道のりの紹介、世界のお茶や茶道具の展示コーナーなど。
- 遠赤珈琲館（ポッカコーポレーション） - セラミック遠赤外線焙煎システムのパネル展示を中心としたコーヒー情報館。遠赤コーヒーの試飲、販売など。
- カゴメ館（カゴメ） - 野菜牧場の紹介を中心に、食生活の豊かさを楽しめるコーナーなど。
- 飛騨さんさく遊びん局（東海郵便局） - ソウルオリンピックの実況中継を行うハイビジョンコーナーや、ふるさと小包電光パネルコーナー、ワープロお手紙代筆コーナー、アイデア貯金箱コーナーなど。

### ふるさとの味の小路・食と緑の特産館
- 朴葉みそや飛騨そば、飛騨牛や飛騨メロンなどを味わえる軽食や、美濃地域や世界各国の特産品の展示・販売など。

### ちびっこ広場
- 動物の木製等身大模型や、木で出来た巨大遊具などを設置。

## お祭り広場のイベント
お祭り広場では1市14町村による「市町村の日」が計24日間設けられた。

### 9月
- 開会式・キングトーンズショー（9月23日）
- サンバin高山（9月24日 - 25日）

### 10月
- 女優による一日実行委員会会長 ゲスト：島田陽子（10月1日）
- 世界忍者戦ジライヤショー（10月8日）
- 仮面ライダーブラックショー（10月9日）
- 超獣戦隊ライブマンショー（10月10日）
- ナショナルレパートリー・オーケストラ（10月11日）
- 飛騨高山伝承芸能祭（10月13日 - 14日）
- 牛乳フェアー（10月15日 - 16日）
- ビックリマンショー（10月22日 - 23日）
- 閉会式・ジャック武田動物マジックショー（10月30日）

## 文化会館のイベント
- NHK加山雄三ショー（9月20日）
- 桂銀淑＆チェリッシュ グリーンコンサート（9月22日）
- 阿川泰子コンサート（9月23日）
- ナショナルレパートリーオーケストラ公演（10月11日）
- 円空展（10月13日 - 14日）
- ジェームス三木講演会（10月14日）
- マヌエル・カーノ ギターコンサート（10月16日）

## 参考資料
- '88飛騨・高山 食と緑の博覧会公式ガイドブック（'88飛騨・高山 食と緑の博覧会実行委員会)
- '88飛騨・高山 食と緑の博覧会パンフレット各種